# Potamotrygon tatianae
Potamotrygon tatianae is een vissensoort uit de familie van de zoetwaterroggen (Potamotrygonidae). De wetenschappelijke naam van de soort is voor het eerst geldig gepubliceerd in 2011 door Silva & Carvalho.